# メディアステーションbanana
メディアステーションbanana（メディアステーション バナナ）は、新潟県新潟市中央区のかつて新潟駅旧万代口1階にあった多機能待合室。
後述の「新潟駅連続立体交差事業」などの進行等にともない、2017年3月31日をもって待合室機能以外を終了し2020年10月8日に待合室を閉鎖した。

## 概要
新潟駅万代口の待合室を改装するにあたって、東日本旅客鉄道新潟支社は新潟日報社・新潟放送 (BSN) 両社と共同で「21世紀型の待合室」を提唱すべく、東京駅の「Dila東京メディアコート」（2000年12月2日開業 - 2010年1月6日営業終了）を参考として、室内に情報サイトを設置することになった。新聞の「文字」と映像・ラジオの「電波」、さらにインターネットの「IT」をミックスした情報提供を目的とし、「駅と人とメディアの新しい関係」をコンセプトに2001年10月1日オープン。室内には12面の大型マルチビジョンをはじめ会員制の無料インターネットコーナー、ラジオ・テレビのサテライトスタジオ、号外発行機能やデータベースを有する新潟日報の総合カウンターが置かれた。
bananaは新潟日報・BSN両社の報道体制においても「前線基地」としての機能を有する。強風など悪天候によってJR線のダイヤが乱れた際には、BSNでいち早く報じることができるなど立地上の利点も大きい。サテライトスタジオでは2013年3月までBSNのラジオ番組が生放送されていた。
午後から夕方にかけては年配客、高校生を中心に席が埋まることも多い。夜間は臨時快速「ムーンライトえちご」など夜行列車の乗客も多く利用していた。
旧万代口駅舎の待合室は駅舎の開設以来、改札外からのみ利用できる構造となっていた。1990年代前半に駅舎東側から、在来線ホーム1番線に面する現在の駅舎中央部へ移設されてからは、ガラス張りの室内からホーム全体を見渡せるようになった。bananaとして改装された後も改札外からのみ利用できる構造となっていたため、JR線を利用しない来訪者も自由に出入りできるようになっていた。しかしJR線利用者から「ホーム内に待合室が無い」という指摘がかねてからJR新潟支社に寄せられていたことなどから2010年に改修を実施し、同年2月22日からパーティションを設けて南北に2分割し、南側の1番線沿いに出入口を新設してベンチ席部分は改札内からの利用者向けに振り分け、従来から設けられている改札外からの出入口がある北側にはレストバーベンチが設けられた。
新潟駅では、「新潟駅連続立体交差事業」および「新潟駅周辺整備事業」が進められている事もあり旧万代口駅舎は立体交差及び周辺整備の工程が進捗した段階で閉鎖・撤去されることが決定されていた。また新潟日報社は、万代口側に程近い万代シテイに隣接する同区万代三丁目1番1号の区画（ミナミプラザ・スターホテル新潟跡）において同社の本社機能を内包する複合施設「新潟日報メディアシップ」の建設事業を進め、2013年1月に竣工し、2月4日付で本社登記を移転し、機能移転が順次進められた。そして4月12日には一般向けのスペースも全面開業し、1階にはBSNのラジオ・テレビ兼用サテライトスタジオ「メディアシップスタジオ」が開設された。こうした動向に伴って、2017年3月31日をもって「メディアステーションbanana」としての運用を終了した。
2017年4月1日以降においては、待合スペースのみの新潟駅万代口待合室として運用されていたが前述の通り「新潟駅連続立体交差事業」の進行による万代口駅舎の解体に伴い2020年10月8日に待合室の運用を終了した。

## 主な設備
- 待合スペース

2020年10月8日をもって運用停止、個別ベンチ43席（改札内）、レストバーベンチ（改札外）。終電後は駅舎が閉鎖されるため、利用時間は4:30 - 0:15頃。
- 総合カウンター

2017年3月31日をもって運用停止、現在は撤去されている。受付時間は11:00 - 19:00（年中無休）。カウンター上部に設けられた電光式のメッセージボードではニュース・イベント案内などを放映している。事務室内には号外の製作・印刷システムがある。フルカラー・A3サイズのレーザープリンタ2台を備えており、大きな出来事などの際にも対応できた。
- マルチビジョン

2017年3月31日をもって運用停止、現在は撤去され、JR東日本の各種ポスターが貼られる掲示板になっている。103型1台のプラズマディスプレイ（メイン）、37型3台の液晶ディスプレイ（サブ）から成る。メイン画面では県内自治体のPR、県内の大学紹介、ミュージッククリップ、列車紹介などbanana独自のコンテンツを放映している。サブ3面は新潟日報の文字ニュース、BSNのテレビ番組、天気予報を放映している（この他、昼と夕方にはニュース番組をメイン画面で放映）。通常の放映時間は10:00 - 20:00だが、災害発生時など緊急性の高いニュースがある際には放映時間を拡張することもある。
- インターネットコーナー

2010年3月31日を以って閉鎖。6台のパソコンを常設し、会員登録により無料で利用できるようになっていた。1番線寄りに設けられていたため、前述の2010年2月の改修から閉鎖までの間、利用できるのは改札内からのみに限定されていた。
- サテライトスタジオ

bananaからはオープン日から2013年3月30日まで、BSNのラジオ番組が放送されていた。
オープン当初はテレビ番組も放送されていたが、のちにラジオ番組のみとなった。2010年春まではbananaからの番組が毎日放送されていたが、同年6月27日放送の『藤井一男のバナCatch!』をもって日曜の放送は終了し、2012年3月30日放送の『ひるbanana』をもって平日の放送も終了。最後まで放送が行われていた土曜日も、2013年3月30日放送の『さたばな』をもって全ての放送を終了し、BSNのサテライトスタジオとしての運用は終了した。